# Eurocopter Fennec
El Eurocopter (actualment Airbus Helicopters) AS550 Fennec (actualment H125M) i l'AS555 Fennec 2 són helicòpters militars lleugers multifuncionals fabricats per Eurocopter Group (actualment Airbus Helicopters). Es basen en la sèrie AS350 Écureuil i AS355 Écureuil 2 i foren anomenats en referència al fennec. Les versions armades de l'AS550 i l'AS555 es poden equipar amb armes coaxials, coets, torpedes i diversos altres tipus de munició.